# Borbala Dobozy
Borbala Dobozy (Boedapest, 18 september 1955) is een Hongaars klavecimbelspeler.

## Levensloop
Dobozy studeerde piano aan de Béla Bartók Muziekschool en werd geïnteresseerd door het klavecimbel. Ze ging dit instrument aanleren in Bratislava bij Zuzana Růžičková en promoveerde aan de Muziekacademie in Praag. Ze nam vervolgens deel aan verschillende vervolmakingscursussen.
Ze bekwaamde zich in de authentieke uitvoeringspraktijk aan het Mozarteum in Salzburg, bij Liselotte Brandle, Nikolaus Harnoncourt en Johann Sonnleitner. Ze studeerde nog een jaar verder in Zürich bij Johann Sonleitner.
In 1983 behaalde ze de vijfde prijs in het internationaal klavecimbelconcours in Brugge, in het kader van het Festival Oude Muziek. Voor ditzelfde concours was ze jurylid in 2001. In 2000 zetelde ze ook in het internationaal concours in Leipzig.
Ze heeft concerten gegeven in de meeste Europese landen en in de Verenigde Staten. Ze speelde onder meer op het Festival van Salzburg, het Lentefestival van Boedapest, het Festival van Bergen en het Concentus Moraviae.
Ze stichtte de afdeling klavecimbel aan de Muziekschool in Szeged, departement van de Ferenc Liszt Muziekacademie. Ze doceerde ook in Hongarije, Wit Rusland en Noorwegen, en is jaarlijks docente aan de sessies voor oude muziek „Brillamment Baroque” in Thoiry (France).
Haar grootste belangstelling gaat naar Johann Sebastian Bach maar ze heeft daarnaast een breed repertoire van klavecimbelmuziek, met inbegrip van hedendaags werk. Verschillende Hongaarse componisten – György Arányi-Aschner, Árpád Balázs, Frigyes Hidas – hebben werk voor haar geschreven. Ze is stichtend lid van de Hongaarse Bachvereniging en Voorzitster van de Stichting.

## Discografie
Dobozy heeft platenopnamen gemaakt, waaronder
- Muziek van Gottlieb Muffat (1992)
- De Kamermuziekconcerto's van Antonio Vivaldi (2005)